# Молино ди Тромба (Ређо Емилија)
Молино ди Тромба је насеље у Италији у округу Ређо Емилија, региону Емилија-Ромања.
Према процени из 2011. у насељу је живело 17 становника. Насеље се налази на надморској висини од 814 м.